# Juscelino Filho
Juscelino Filho, né le 6 novembre 1984 à São Luís (Brésil), est un médecin radiologue et homme politique brésilien.

## Carrière politique
Lors de son premier mandat de député fédéral, il vote en faveur de la destitution de Dilma Rousseff.
Il est un membre éminent du parti Union Brésil, une formation conservatrice influente ayant négocié en 2022 un accord de gouvernement avec le président Lula pour la constitution d’une majorité.
Le 1er janvier 2023, il est nommé ministre des Communications dans le troisième gouvernement Lula da Silva.

### Polémiques
Juscelino Filho est soupçonné d’avoir utilisé sa réserve parlementaire afin d’asphalter des kilomètres de routes à proximité des fermes de sa famille dans l’État du Maranhao. 
Il lui est reproché en 2023 d’avoir voyagé de Brasilia à Sao Paulo à bord d’un avion de l’armée de l’air, aux frais de l’État de Sao Paulo, afin d’assister à des enchères pour acheter des chevaux de race. 